# Марракеш (аеропорт)
Аеропорт Марракеш-Менара (бербер. ⴰⵣⴰⴳⵯⵣ ⵎⵕⵕⴰⴽⵛ ⵎⵉⵏⴰⵕⴰ, фр. Aéroport Marrakech Ménara, араб. مطار مراكش المنارة, (IATA: RAK, ICAO: GMMX)) — міжнародний аеропорт що обслуговує місто Марракеш, Марокко.
Аеропорт є хабом для:
- Royal Air Maroc
- Ryanair

## Термінали
- Термінал 1: повністю відремонтований в 2008 році, з архітектурою марокканського палацу 21-го століття, з ісламськими та природними геометричними візерунками. Обладнана сонячними батареями.
- Термінал 2: введено в експлуатацію в 2005 році
- Термінал 3: зазнав розширення в 2016 році

## Авіалінії та напрямки
| Авіакомпанія                  | Пункт призначення |
| ----------------------------- | --- |
| Adria Airways                 | Сезонний чартер: Любляна |
| Aegean Airlines               | Афіни (з 16 квітня 2019) |
| Air Arabia Maroc              | Дахла, Фес, Франкфурт, Лондон-Гатвік, Монпельє, Париж–Шарль де Голль, По, Танжер, Відень, Загора |
| Air Europa                    | Мадрид |
| Air France                    | Париж–Шарль де Голль |
| Austrian Airlines             | Відень |
| BH Air                        | Сезонний чартер: Софія |
| Binter Canarias               | Гран-Канарія Сезонний: Тенерифе-Північний |
| Blue Air                      | Сезонний: Бухарест |
| British Airways               | Лондон-Гатвік Сезонний: Лондон-Хітроу |
| Brussels Airlines             | Брюссель |
| Bulgaria Air                  | Сезонний чартер: Софія |
| Corendon Dutch Airlines       | Амстердам Сезонний чартер: Осло-Гардермуен |
| Croatia Airlines              | Сезонний чартер: Загреб |
| easyJet                       | Бордо, Лондон-Гатвік, Ліон, Манчестер, Мілан–Мальпенса, Нант (з 1 квітня 2019), Ніцца, Париж–Шарль де Голль |
| easyJet Switzerland           | Базель-Мюлуз-Фрайбург, Женева |
| Edelweiss Air                 | Сезонний: Цюрих |
| Eurowings                     | Сезонний: Дюссельдорф |
| Iberia                        | Мадрид |
| Laudamotion                   | Сезонний: Берлін-Тегель (завершення 27 березня 2019), Дюссельдорф, Відень |
| Lufthansa                     | Франкфурт, Мюнхен |
| Luxair                        | Сезонний: Люксембург |
| Mahan Air                     | Сезонний чартер: Тегеран-Імам Хомейні |
| Norwegian Air Shuttle         | Копенгаген, Стокгольм-Арланда Сезонний: Гельсінкі, Мадрид, Осло-Гардермуен |
| Qatar Airways                 | Доха |
| Royal Air Maroc               | Бордо, Касабланка, Ліон, Марсель, Ніцца, Париж-Орлі, Тулуза Сезонний: Медина, Мюнхен |
| Royal Air Maroc Express       | Касабланка |
| Ryanair                       | Афіни, Барселона, Париж-Бове, Мілан-Бергамо, Берлін-Шенефельд, Бордо, Будапешт, Бордо-Ватрі, Катанія, Брюссель-Шарлеруа, Кельн/Бонн, Доль, Дублін, Ейндговен, Франкфурт–Хан, Гамбург, Карлсруе/Баден-Баден, Краків, Ліверпуль, Лондон–Лутон, Лондон–Станстед, Мадрид, Марсель, Меммінген, Неаполь, Нім, Нюрнберг, Перпіньян, Пуатьє, Піза, Порту, Прага, Рим-Чіампіно, Сантандер, Севілья, Тур, Тревізо, Валенсія, Штутгарт, Веце Сезонний: Братислава, Стокгольм-Скваста |
| Saudia                        | Сезонний: Джидда, Медина |
| Swiss International Air Lines | Женева, Цюрих |
| TAP Air Portugal              | Лісабон |
| Thomas Cook Airlines          | Манчестер |
| Transavia                     | Амстердам, Ейндговен |
| Transavia France              | Ліон, Нант, Париж-Орлі |
| TUI Airways                   | Бристоль, Лондон-Гатвік, Манчестер Сезонний: Бірмінгем |
| TUI fly Belgium               | Брюссель Сезонний: Болонья, Бордо, Брест, Клермон-Ферран, Довіль, Лілль, Ліон, Марсель, Мец, Нант, Ніцца, Париж-Орлі, Страсбург, Тулуза, Турин |
| Turkish Airlines              | Стамбул-Аеропорт (з 27 березня 2019) |
| Vueling                       | Барселона |
| Wizz Air                      | Варшава-Шопен |

## Статистика
| Пункт              | 2018                            | 2017      | 2016      | 2014      | 2007      | 2006      | 2005      | 2004      | 2003      | 2002      |
| ------------------ | ------------------------------- | --------- | --------- | --------- | --------- | --------- | --------- | --------- | --------- | --------- |
| Авіатрафік         |                                 |           |           |           | 29,246    | 24,613    | 20,689    | 16,112    | 13,843    | 13,078    |
| Пасажирообіг       | 4,788,674 (January to November) | 4,359,865 | 3,894,227 | 4,034,410 | 3,050,916 | 2,648,742 | 2,195,899 | 1,667,267 | 1,368,281 | 1,349,363 |
| Вантажообіг (тонн) |                                 |           |           |           | 1555.07   | 1307.99   | 2000.40   | 2286.86   | 2092.99   | 2197.70   |

## Наземний транспорт
Іспанська автобусна компанія Alsa щодня здійснює регулярні автобусні перевезення №19 між аеропортом Марракеш-Менара і Медіною (зупинка на автобусних зупинках навпроти мечеті Кутубія) і до Нового міста.